# A Division 1975-1976 (Irlanda)
La stagione 1975-1976 è stata la cinquantacinquesima edizione della League of Ireland, massimo livello del calcio irlandese.

## Classifica finale
|  | Pos. | Squadra         | Pt | G  | V  | N  | P  | GF | GS | DR  |
|  | ---- | --------------- | -- | -- | -- | -- | -- | -- | -- | --- |
|  | 1.   | Dundalk         | 40 | 26 | 15 | 10 | 1  | 54 | 26 | +28 |
|  | 2.   | Finn Harps      | 36 | 26 | 15 | 6  | 5  | 57 | 35 | +22 |
|  | 3.   | Waterford       | 34 | 26 | 13 | 8  | 5  | 54 | 37 | +17 |
|  | 4.   | Bohemians       | 32 | 26 | 10 | 12 | 4  | 44 | 25 | +19 |
|  | 5.   | Cork Hibernians | 31 | 26 | 11 | 9  | 6  | 37 | 24 | +13 |
|  | 6.   | Drogheda Utd    | 28 | 26 | 11 | 6  | 9  | 42 | 45 | -3  |
|  | 7.   | Athlone Town    | 28 | 26 | 12 | 4  | 10 | 40 | 49 | -9  |
|  | 8.   | Cork Celtic     | 27 | 26 | 11 | 5  | 10 | 41 | 34 | +7  |
|  | 9.   | Shelbourne      | 21 | 26 | 7  | 7  | 12 | 42 | 44 | -2  |
|  | 10.  | Sligo Rovers    | 20 | 26 | 6  | 8  | 12 | 32 | 49 | -17 |
|  | 11.  | St Patrick's    | 19 | 26 | 7  | 5  | 14 | 31 | 53 | -22 |
|  | 12.  | Home Farm       | 17 | 26 | 4  | 9  | 13 | 35 | 54 | -19 |
|  | 13.  | Limerick        | 16 | 26 | 6  | 4  | 16 | 37 | 49 | -12 |
|  | 14.  | Shamrock Rovers | 15 | 26 | 4  | 7  | 15 | 27 | 49 | -22 |

Legenda:

         Campione d'Irlanda 1975-1976 e qualificata in Coppa dei Campioni 1976-1977
         Vincitrice della FAI Cup e qualificata in Coppa delle Coppe 1976-1977
         Qualificate in Coppa UEFA 1976-1977
         Scioglimento
Note:
Due punti a vittoria, uno a pareggio, zero a sconfitta.

## Statistiche

### Primati stagionali
| Record - Maggior numero di vittorie: Dundalk e Finn Harps (15) - Minor numero di sconfitte: Dundalk (1) - Miglior attacco: Finn Harps (57) - Miglior difesa: Cork Hibernians (24) - Miglior media gol: Dundalk (+28) - Maggior numero di pareggi: Bohemians (12) - Minor numero di vittorie: Shamrock Rovers (4) - Maggior numero di sconfitte: Limerick (16) - Peggiore attacco: Shamrock Rovers (27) - Peggior difesa: Home Farm (54) - Peggior differenza reti: St Patrick's e Shamrock Rovers (-22) |